# Frontière entre la Caroline du Sud et la Géorgie

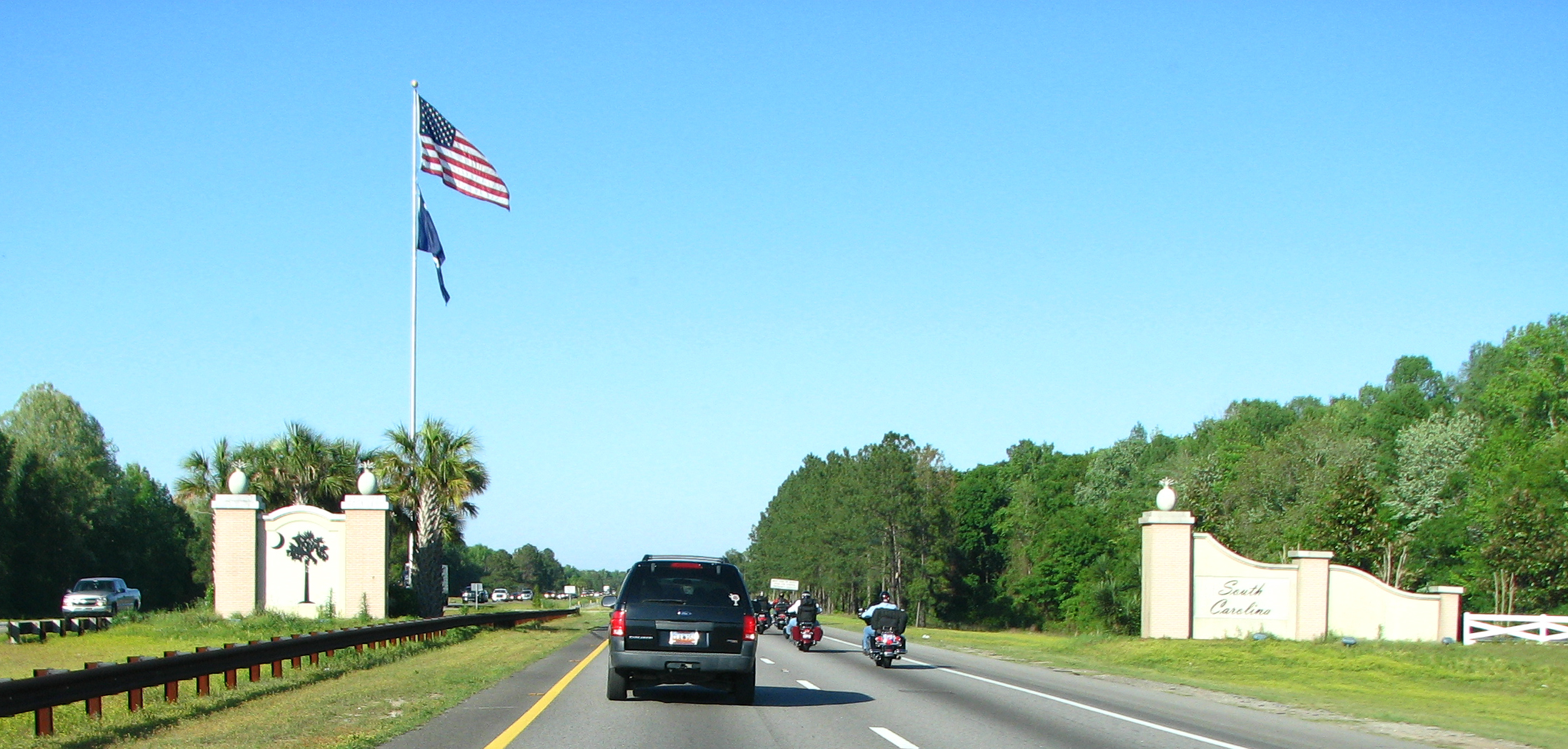
Frontière sur l'Interstate 95.

La frontière entre la Caroline du Sud et la Géorgie est une frontière intérieure des États-Unis délimitant les territoires de la Caroline du Sud au nord et de la Géorgie au sud. L'intégralité de son tracé est constitué par une suite de cours d'eau : d'abord la rivière Chattooga à partir du 35e parallèle nord jusqu'à sont point de confluence avec la rivière Tallulah, ensuite il emprunte le cours de la Tugaloo, puis du fleuve Savannah jusqu'à son embouchure.